# San Nicolás de Bari (1769)
Il San Nicolás de Bari fu un vascello di linea spagnolo da 112 cannoni che prestò servizio nella Armada Española tra il 1769 e il 1797. Catturato dagli inglesi durante lo scontro, entrò brevemente in servizio nella Royal Navy per essere trasformato definitivamente in nave prigione nel 1800. Radiato dal servizio e venduto per la demolizione nel 1814.

## Costruzione
Realizzato nei Reales Astilleros di Cartagena,  sui piani costruttivi elaborati dall’ingegnere navale Eduardo Bryant, e dopo la morte di quest’ultimo sotto la direzione di Guillermo Turner.

## Storia
Il vascello di secondo rango San Nicolás de Bari fu realizzato presso il cantiere navale di Cartagena, ed entrò in servizio nel 1769 con un armamento di 80 cannoni disposti nel seguente ordine: 30 cannoni da 24 libbre  nella prima batteria, 32 da 18 nella seconda, 12 da 6 sul cassero e 4 da 6 sul castello di prua.
Nel 1772, al comando del capitano di vascello don Alfonso Albuquerque de Guevara, eseguì numerose missioni nel Mediterraneo tra cui una ad Algeri per uno scambio di prigionieri.
Nel giugno 1778 il vascello fu posto in armamento al comando del capitano Justo Riquelme y Salafranca, e nel mese successivo salpò da Cartagena al comando del capitano Francisco de Vera per raggiungere Cadice entrando in forza alla squadra navale del tenente generale Luis de Córdoba y Córdoba. Dopo la dichiarazione di guerra contro la Gran Bretagna il vascello, al comando del capitano Bonaventura Moreno, salpò il 23 giugno 1779 a per raggiungere il canale della Manica al seguito della flotta dove si riunì con quella francese al comando del Conte d’Orvilliers.
Il 28 aprile 1780, al comando del capitano Francisco Morales, il vascello salpò da Cadice al seguito della squadra navale al comando di don José Solano y Bote che trasportava truppe e rifornimenti a L’Avana, Cuba. Arrivata il 4 agosto la squadra spagnola salpò nuovamente alla ricerca di una squadra inglese alla fine del mese di settembre, prendendo poi parte all’occupazione della piazzaforte di Pensacola avvenuta il 10 maggio 1781. Il 31 dello stesso mese Morales fu sostituito dal capitano Juan Antonio del Camino y Velasco, ma riassunse il comando il 12 giugno per venire nuovamente sostituito il 21 novembre da Francisco Millau. Nel corso del 1782 prese parte alle operazioni di conquista della Giamaica inglese.
Il 20 gennaio 1783, al comando del capitano Miguel Goycoechea, il San Nicolás de Bari rientrò a L’Avana per eseguire poi una missione nello stretto di Tortuga, rientrando a L’Avana solo per salpare verso Veracruz, in Messico, l’11 febbraio di scorta ad un convoglio.  Al termine del conflitto partì da L’Avana il 1 giugno per rientrare a Cadice, scortando il vascello San Louis che trasportava 240.000 piastre, il 20 luglio raggiungendo poi Cartagena. 

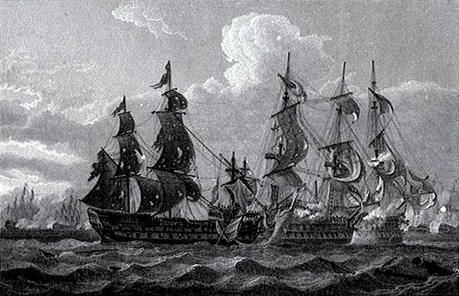
Il vascello HMS Captain cattura il vascello spagnolo San Nicolás de Bari il 14 febbraio 1797, durante la battaglia di Capo San Vincenzo. Dipinto di Nicolas Pocock del 16 novembre 1808.

Ai prime di maggio del 1794 rientro in servizio attivo inquadrato nella squadra navale al comando del tenente generale don Francisco de Borja y Poyo per una missione nel Mar Cantabrico. Nel settembre dello stesso anno fu assegnato all’Escuadra dell’Océano, di stanza a Cadice, al comando del tenente generale don José de Córdova y Ramos.
Il 19 maggio 1795 alzò la sua insegna sul San Nicolás de Bari il tenente generale Juan Joaquín Moreno. La nave, a quel tempo, era al comando del brigadiere Enrique McDonnell che fu sostituito dal brigadiere Tomás Geraldino y Geraldino nel febbraio del 1796.
In seguito alla firma del Trattato di San Ildefonso, nell'ottobre 1796 la Spagna dichiarò guerra alla Gran Bretagna e al Portogallo. Verso la fine del 1796 l’Escuadra dell'Océano si riunì con quella del Mediterraneo, e nel mese di ottobre assunse il comando della flotta il tenente generale Juan de Lángara y Huarte. La flotta spagnola costrinse quella inglese, agli ordini dell’ammiraglio Sir John Jervis, a ritirarsi nel porto di Lisbona, e poi ritornò a Cartagena il 20 dicembre. Nominato Ministro della Marina,  Lángara y Huarte fu sostituito da de Córdova y Ramos.

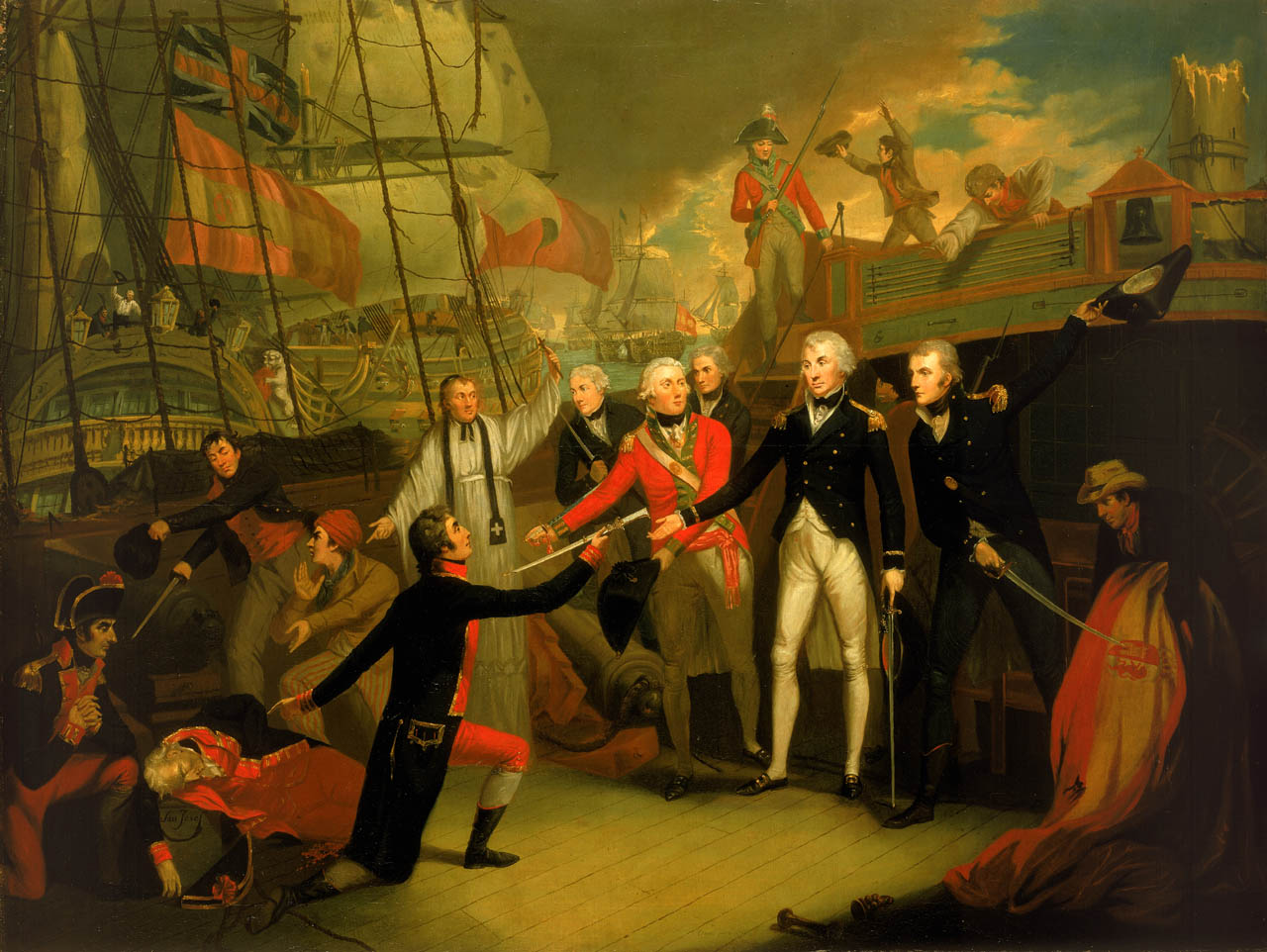
Il Commorodo Horatio Nelson accetta la resa del vascello spagnolo San Nicolás de Bari. Dipinto di Daniel Orme del 1799.

Assegnato alla 4ª Divisione della 1ª Squadra, ai diretti ordini del comandante della flotta spagnola, tenente generale don José de Córdova y Ramos, il  San Nicolás de Bari  prese parte, il 14 febbraio 1797, alla battaglia di Capo San Vincenzo Quel giorno l'Esquadra dell'Océano, forte di ventisette vascelli di linea e sette fregate, si scontrò con quella inglese, forte di quindici vascelli di linea, cinque fregate, un brigantino ed una cannoniera, al comando dell'ammiraglio Sir John Jervis patendo una cocente sconfitta. Durante lo scontro il San Nicolás de Bari fu abbordato e catturato dal vascello inglese Captain, al comando del Commodoro Horatio Nelson. Il capitano Geraldino y Geraldino rimase ucciso insieme ad altri 147 uomini dell’equipaggio, mentre i feriti furono 67.
Durante il furioso combattimento il capitano Geraldino y Geraldino ordinò ad un semplice granatiere, Martín Álvarez Galán, di difendere la bandiera spagnola che garriva a poppa con la frase ¡La Bandera no se arría!. Martín Álvarez Galán difese strenuamente il vessillo con la spada uccidendo due tra ufficiali e sottufficiali inglesi  che cercavano di ammainarla, ferendone altri due. Crivellato di proiettili cadde riverso sul cassero del San Nicolás de Bari, ma la scena era stata osservata da Nelson in persona che, quando diede ordine di seppellire in mare i corpi dei caduti volle che il granatiere spagnolo fosse avvolto nella bandiera che aveva difeso a costo della vita. Mentre si stava per celebrare la funzione religiosa il cappellano si accorse che il granatiere spagnolo respirava ancora, e Nelson diede ordine che fosse immediatamente curato, raccogliendone più tardi il nome.
Gravemente danneggiato, dopo la cattura il San Nicolás de Bari  arrivò a Plymouth il 5 ottobre 1797, entrando in servizio nella Royal Navy il 4 dicembre dello stesso anno con il nome di HMS San Nicolas. Nell’agosto 1798 divenne nave prigione al comando del tenente William Styles, servendo in tale ruolo fino al 1814 quando il 3 novembre dello stesso anno fu venduto per demolizione al prezzo di 3.320 sterline.